# چروتری
چروتری (به ایتالیایی: Cerveteri) یک کومونه در ایتالیا است که در استان رم واقع شده‌است.

## خصوصیات
چروتری ۱۳۴٫۴۳ کیلومترمربع مساحت و ۳۵٬۵۱۷ نفر جمعیت دارد و ۸۱ متر بالاتر از سطح دریا واقع شده‌است.

## خواهرخوانده
شهرهای فورستنفلدبروک، لیوری-گرگان و المونکار خواهرخوانده‌های چروتری هستند.

## دوران باستان
در دوران باستان، این شهر را کائره می‌خواندند. پیش از تأسیس شهر روم در ۷۵۳ ق.م، روتولان از آئنیاس شکست خوردند و برای جبران این شکست به متسنتیوس، پادشاه اتروسکان، متوسل شدند که در کائره مقام داشت. با وجود کمک کائره به روتولان، روتولان باز شکست این جنگ با پیروزی دوباره‌ی قوای آینیاس به پایان رسید.
پس از سرنگونی پادشاهی روم در پی تجاوز سکستوس تارکوئینیوس به لوکرتیا و تأسیس جمهوری روم در ۵۰۹ ق.م، لوکیوس تارکوئینیوس متکبر ــ آخرین شاه روم ــ با خانواده‌اش بدین شهر پناهنده شد.